# تپه قمیش تافتاسی
تپه قمیش تافتاسی مربوط به دوره اشکانیان - دوره ساسانیان است و در شهرستان میانه، بخش مرکزی، دهستان کله بوز شرقی، ۷۰۰ متری جنوب روستای قره بلاغ واقع شده و این اثر در تاریخ ۱۵ اسفند ۱۳۸۵ با شمارهٔ ثبت ۱۷۹۲۳ به‌عنوان یکی از آثار ملی ایران به ثبت رسیده است.